# Ливадна бъбрица
Ливадната бъбрица (Anthus pratensis) е вид дребна пойна птица от семейство Стърчиопашкови (Motacillidae).

## Разпространение и местообитание
Видът се размножава в голяма част от Палеарктиката, от югоизточна Гренландия и Исландия на изток до югоизточните части на Уралските планини в Русия и на юг до централна Франция и Румъния. Той е мигриращ и зимува в Южна Европа, Северна Африка и Югозападна Азия, но пребивава целогодишно в Западна Европа.
Среща се и в България.
Може да се види по ливади и други открити пространства.

## Описание
Дължина на тялото е около 17 cm. Оперението отгоре е зеленикавокафяво с многобройни удължени петна, които по гърба образуват ивици. Гърлото е бяло, а гушата и гърдите са изпъстрени с черни капковидни петна. Краката са кафяви.